# Кликание весны
Кликание весны (закликание весны, выкликать весну, весну гукати, зачинати весну) — славянский обряд, сопровождавшийся пением или выкрикиванием особых весенних песен — веснянок, закличек, смысл которого приглашение прийти весне и/или прилететь птицам.
В зависимости от местных условий совершается 1 (14) марта (Авдотья Весновка), 4 (17) марта (Герасим Грачевник), 9 (22) марта (Сороки), 25 марта (7 апреля) (Благовещенье), 23 апреля (6 мая) (Егорий Вешний), 9 (22) мая (Никола Вешний), а также в отдельные дни Великого поста.

## Традиции
Образ птицы (жаворонка, кулика) является символом прихода весны. В России, на Украине и в Беларуси в день Сорока мучеников, на Благовещенье или Пасху пекут птичек из теста, называемых жаворонками, куликами. «Жаворонков» оставляют в сарае с коровой, несут на скотный двор, где ходят домашняя птица и подкидывают кверху, кормят скотину. Дети и девушки «жаворонков» подбрасывают вверх со словами: «Жаворонки, жаворонки, прилетите, с собой весну принесите!».
Считалось что для того чтобы вызывать прилёт птиц и начало весны, надо было этот прилёт изобразить, имитировать его. Главное средство «закликанья» весны состояло в том, что в один из весенних дней пекли жаворонков или куликов. Этих «птиц» давали детям, которые клали их на возвышенные места, либо привязывали на нитках, либо подбрасывали в воздух. При этом дети пели веснянки — обрядовые песни, которые должны были призвать, приблизить весну.
На территории современной Белоруссии и Смоленской области на Благовещенье «гукали весну» или начинали её «гукать» и часто гукали ежедневно до первой пахоты: молодёжь забиралась на возвышенные места, на крыши бань, гумен, на поленницы дров со специальными песнями. Иногда «гукание весны» сопровождалось разжиганием костров: на Могилевщине и Гомельщине так «палили зиму», а в Калужской губернии «грели весну». Вокруг костров водили хороводы, пели песни, прыгали через огонь.
На Красную горку «закликали весну». На Русском Севере на заре на возвышенном красивом месте молодёжь встречала восход солнца. Выбиралась «хороводница», которая при первом проблеске солнца, благословясь, выходила на середину круга и произносила заклинание, сохранившееся на северо-восточной Руси:

Здравствуй, красное солнышко! Празднуй, ясное вёдрышко! Из-за гор-горы выкатайся, на светел мир воздивуйся, по траве-мураве, по цветикам по лазоревым, подснежникам лучами-очами пробегай, сердце девичье лаской согревай, добрым молодцам в душу загляни, дух из души вынь, в ключ живой воды закинь. От этого ключа ключи в руках у красной девицы, зорьки-заряницы. Зоренька-ясынька гуляла, ключи потеряла. Я, девушка (имярек), путём-дорожкой прошла, золот ключ нашла. Кого хочу — того люблю, кого сама знаю — тому и душу замыкаю. Замыкаю я им, тем золотым ключом, добраго молодца (имярек) на многие годы, на долгая вёсны, на веки веченские заклятьем тайным нерушимым. Аминь!

Все присутствующие при заклинании повторяли каждое слово за хороводницей, вставляя полюбившиеся каждому имена. Затем заклинавшая солнышко девушка, положив наземь посредине круга крашеное яйцо и круглый хлебец, затягивала песню-веснянку. Весь хоровод подхватывал. Эту песню сменяла другая; ту — третья. После песен принимались за угощенье, начиналась весёлая пирушка.
Поселяне Тульской губернии на Красную горку закликали весну с хороводными песнями. При восхождении солнца они выходили на холм или пригорок, ведомые хороводницей. Обращаясь на восток, хороводница, проговорив молитву, входили в круг с хлебцем в одной руке и с красным яйцом в другой и пели веснянку:
Весна-красна!

На чём пришла,

На чём приехала?

На сошечке,

На бороночке! ...
В Калужской губернии поселяне также зазывали весну с песнями. Соломенное чучело, укрепленное на длинном шесте, ставили на горке; вокруг него собирались как женщины так и мужчины. После песен садились вокруг горки, угощали друг друга яичницей. Вечером сжигали чучело с песнями и плясками.
В Буйском уезде для встречи весны девушки и холостые ребята, при восходе солнца, обливали себя водой на открытом воздухе. Самые смелые купались в реках. После сходились вместе и пели песни, некоторые перепрыгивали чрез плетень огорода, взлезали на деревья, водили хороводы вокруг стогов сена. В это время они пели:
Весна, весна красная!

Приди, весна, с радостью...
У украинцев ещё в начале XX века в этот день ходили дети по домам и славили «ярь и зеленачку». Дети носили в руках деревянную ласточку. Повсеместно девушки ходили по улицам и пели веснянки.